# شمس‌الملوک مصاحب

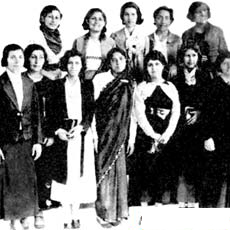
گروه نخست زنانی که وارد دانشگاه شدند. ردیف جلو از راست به چپ: شاهزاده کاوس، شمس الملوک مصاحب، بدرالملوک بامداد، سراج النساء (از هندوستان)، مهرانگیز منوچهریان، زهرا اسکندری، بتول سمیعی‌زاده.

شمس‌الملوک مصاحب (۱۲۹۲ در تهران - ۱۳۷۶) شاعر و نویسنده و از نخستین سناتورهای زن مجلس سنای ایران بود. او برای چهار دوره از سنای چهارم تا هفتم در مجلس سنا عضو بود و تنها زنی است که در هر چهار دوره آن عضویت داشته‌است. مصاحب همچنین جزو فعالان حق رأی زنان و از نخستین گروه زنان ایرانی که به دانشگاه رفتند، است.

## زندگی
شمس‌الملوک مصاحب که در خانواده‌ای فرهنگی، در کنار برادرش غلامحسین مصاحب (ریاضی‌دان و دانشنامه‌نویس) و خواهرش اشرف‌الملوک مصاحب (پزشک) رشد کرده بود، در مدرسه ناموس تحصیل کرد و برای ادامه تحصیل به دانشسرای عالی و پس از آن، دانشگاه تهران رفت و در سال ۱۳۲۲ در رشته ادبیات فارسی دکترا گرفت. موضوع رساله دکترای وی «ادبیات غنایی» بود که با درجه عالی به تصویب رسید. سپس برای ادامه تحصیل در رشته تعلیم و تربیت به دانشگاه‌های کانادا و آمریکا رفت. شمس‌الملوک مصاحب پنج هزار بیت شعر سروده ‌است ولی دیوانش چاپ نشده ‌است. البته قطعه‌هایی از او در تذکره‌ها آمده‌است از جمله: «هدیهٔ مادر»، «چنگ گسسته» و «یار مهربان».
برخی از مشاغلی که شمس‌الملوک مصاحب در طول زندگی خود برعهده داشت عبارتند از: سرپرستی ماهنامه «زندگی روستایی»، ریاست چند دبیرستان دخترانه مهم تهران مانند دبیرستانهای «پروین»، «شاهدخت» و «نوربخش»، مشاور وزیر آموزش و پرورش در امر مبارزه با بی‌سوادی، معاونت وزارت آموزش و پرورش، ریاست قسمت فرهنگی بنیاد پهلوی، ۱۷ سال سناتوری در مجلس سنای ایران.
آرشیو سخنانی او در مجلس سنا دربارهٔ «لزوم جلوگیری از نمایش فیلمهای مبتذل» در کتاب «اسنادی از موسیقی، تئاتر و سینما در ایران (۱۳۰۰–۱۳۵۷ هـ. ش)» موجود است.
او سرانجام در بیستم فروردین ماه سال 1377 در تهران درگذشت.